# Fatal Instinct
Pour plus de détails, voir Fiche technique et Distribution.
Fatal Instinct est une comédie américaine réalisée par Carl Reiner et sortie en 1993. Il s'agit d'une parodie de films noirs et de thrillers érotiques. 

## Synopsis
Un détective privé et avocat, Ned Ravine, pense tout connaître des femmes mais il se trompe lourdement. En effet, charmant et attirant, il est la proie de trois femmes. La première, son épouse, ourdit avec son amant pour se débarrasser de lui afin de toucher une assurance-vie juteuse tandis que sa jeune secrétaire dévouée, Laura, est follement amoureuse de lui. Mais une troisième femme, une certaine croqueuse d'hommes s'appelant Lola Cain, est prête à tout pour l'avoir... mort ou vif !

## Fiche technique
- Titre : Fatal Instinct
- Réalisation : Carl Reiner
- Scénario : David O'Malley
- Montage : Bud Molin et Stephen R. Myers
- Musique : Richard Gibbs
- Photographie : Gabriel Beristain
- Production : Pierce Gardner et Katie Jacobs
- Société de production et distribution : Metro-Goldwyn-Mayer
- Pays de production :  États-Unis
- Langue : anglais
- Format : couleur
- Genre : Comédie et néo-noir
- Durée : 91 minutes
- Date de sortie : 
  - États-Unis : 29 octobre 1993

## Distribution
- Armand Assante (VF : Jean Barney) : Ned Ravine
- Sherilyn Fenn (VF : Nathalie Spitzer) : Laura Lingonberry
- Kate Nelligan (VF : Véronique Augereau) : Lana Ravine
- Sean Young (VF : Marie Vincent) : Lola Cain
- Christopher McDonald (VF : Emmanuel Jacomy) : Frank Kelbo
- James Remar (VF : Pascal Renwick) : Max Shady
- John Witherspoon : Arch
- Bob Uecker : lui-même
- Eartha Kitt : la juge
- Tony Randall : juge Skanky
- Bill Cobbs (VF : Georges Berthomieu): l'homme dans le parc (non crédité)